# Vilma Alina
Vilma Alina Lähteenmäki (Helsinki, 8 agosto 1993) è una cantante finlandese.

## Biografia
Vilma Alina si è diplomata alla scuola superiore Sibelius nel 2012 e ha successivamente studiato al conservatorio Pop & Jazz nella capitale finlandese. Ha ottenuto notorietà postando video su YouTube dove cantava e suonava le tastiere. Nel 2013 ha ottenuto un contratto discografico con la Universal Music, e fino al 2016 ha suonato le tastiere nella band di Robin, con il quale ha registrato il brano Samettia per un album di lui, Yhdessä.
Il singolo di debutto di Vilma Alina, Hullut asuu Kallios, è stato pubblicato a novembre 2014 e ha ottenuto scarso successo. La sua prima hit arriverà nel 2016: si tratta di Juha88, un brano che ironizza sulle app per incontri, con il quale ha raggiunto il 3º posto nella classifica finlandese. Il 26 febbraio 2016 è uscito Ufoja, l'album di debutto, che è arrivato 20º in classifica e ha ottenuto un disco di platino per aver venduto più di 20 000 copie, così come il secondo album, Tulva (2019). Nel 2020 la cantante è stata candidata agli Emma gaala, il principale riconoscimento musicale finlandese, nelle categorie Artista dell'anno e Canzone dell'anno, quest'ultima con il singolo certificato disco di platino Palasina.

## Discografia

### Album in studio
- 2016 – Ufoja
- 2019 – Tulva
- 2021 – True Crime
- 2024 – Polut kasvaa umpeen

### Singoli
- 2014 – Hullut asuu Kallios
- 2015 – Ota mut niin
- 2015 – Tulevaisuuden lupauksii
- 2016 – Juha88 (feat. Teflon Brothers)
- 2016 – Jeesus
- 2017 – Tänään ei nukuta
- 2017 – Tyynysotaa (con Nelli Matula, Sini Yasemin e Ida Paul)
- 2017 – Syliin (feat. Jon-Jon)
- 2018 – Uhanalasii
- 2018 – Ballerina
- 2018 – Voimaeläin (feat. Gasellit)
- 2018 – Palasina
- 2019 – Tanssii susien kaa
- 2020 – Rikollinen
- 2020 – Nuoret rakastavaiset